# 髮鰭草䲁
髮鰭草䲁（學名：Clinus nematopterus），為輻鰭魚綱䲁形目胎䲁科草䲁屬的一個種，分布於東南大西洋南非海域，深度13至50公尺，本魚身體略扁，頭部相對較小，鼻子呈楔形，輪廓角鈍，體淡色的有寬橘色的交叉條紋，背鰭硬棘31-34枚、背鰭軟條5-7枚、臀鰭硬棘2枚、臀鰭軟條20-23枚，體長可達11公分，棲息在岩礁區，以片腳類、等足類及小型魚類為食，雌魚產附著性卵，雄魚會守護卵，幼魚為浮游性，生活習性不明。